# Vídeňský mír (1738)
Vídeňský mír byl uzavřen 8. listopadu 1738, ve Vídni, podpisem mírové dohody mezi habsburským Rakouskem a Francouzským královstvím. Tato dohoda ukončila válku o polský trůn.

## Události
Již 3. října 1735 byl, rovněž ve Vídni, uzavřen Předběžný mír mezi oběma mocnostmi.
Ve vídeňské smlouvě z roku 1738 byl saský kurfiřt August III. ustanoven polským králem a kandidát Francie Stanisław Leszczyński si doživotně ponechal titul krále lotrinského a vévodství Bar. Po jeho smrti měly obě země připadnout Francii. Kromě toho Francie garantovala Pragmatickou sankci.
Španělsko obdrželo Neapol, Sicílii a ostrov Elbu, ale Parmu a Piacenzu postoupilo císaři Karlovi VI. Tomu se také podařilo získat zpět téměř všechny statky v severní Itálii.
Vévoda František I. Štěpán Lotrinský získal uchazečství o Toskánsko.

### Uzavření míru
I přes uzavření smlouvy se válečné události táhly ještě několik let. S podporou Španěl a Sardinie byla Francie schopna pokračovat v bojích proti Rakušanům. Definitivní smír byl uzavřen již 1. května 1737, avšak s vyhlášením se otálelo až do smrti posledního člena rodu Medicejských. 8. listopadu 1738 došlo k veřejnému prohlášení vídeňského míru stvrzením předběžného příměří z roku 1735. Datum také platí jako oficiální uzavření smlouvy.